# Стане Косец
Стане Косец (Рашица, код Љубљане, 11. октобар 1913 — Бегуње, 3. октобар 1941), учесник Народноослободилачке борбе и народни херој Југославије.

## Биографија
Рођен је 1913. године у Рашици, општина Љубљана, у сиромашној земљорадничкој породици. Основну школу завршио је у Шмартном, а у Љубљани изучио браварски занат. Војску је одслужио код Славонског Брода, а након војне вежбе добио је чин резервног поднаредника. Оженио се 1938. године и након тога живео у дрлу Згорње Гамељне, недалеко од Рашице. Члан Комунистичке партије Југославије постао је 1939, а већ идуће године постао је члан Рејонског комитета КПС за Тацен.
Ујутро 6. априла 1941, придружио се својој јединици у Славонском Броду. Након недеље дана вратио се кући и укључио у припреме за оружани устанак. Био је ухапшен заједно са сурпугом и нејним родитељима 24. јула 1941. године. Жена му је са дететом успела да побегне у партизане, а и он је ускоро успео да побегне жандарима из станице и придружио се партизанима.
У партизанској чети био је изабран за командира.
У борби 25. септембра, Косец је био тешко рањен у груди. Другови су га сакрили како би касније дошли да га пренеси на лечење у Љубљану. Пошто нису долазили, отпузао је до оближњег села, где га је један дезертер из НОВЈ издао немачким војницима. Након краћег пружања отпора у селу, Немци су заробили две партизанке и три рањеника, међу којима и Косеца.
Одвезли су га у затвор Бегуње, где су га мучили и испитивали да сазнају нешто о његовим сарадницима. Умро је од последица рањавања и мучења 3. октобра 1941. године.
Указом председника Федеративне Народне Републике Југославије Јосипа Броза Тита, 27. новембра 1953. године, проглашен је за народног хероја.
Данас основна школа у Шмартном носи његово име.